# Adam Tolkien
Adam Reuel Tolkien (n. 1969), diseñador de iluminación de profesión, es el hijo de Christopher Tolkien, y por lo tanto nieto de J. R. R. Tolkien. 
Adam ha traducido al francés los dos primeros volúmenes de la serie La historia de la Tierra Media (El libro de los cuentos perdidos, 1983-1984), bajo el título Le livre des contes perdus  (publicado en 1995 y 1998 por Christian Bourgois en dos volúmenes posteriormente fusionados en uno). El prefacio de Los hijos de Húrin menciona que también ha ayudado a su padre a editar las notas dejadas por J. R. R. Tolkien. Desde 2003 es, junto con su padre, uno de los contactos regulares del equipo de traducción francesa dirigido por Vincent Ferré.
También ha realizado pinturas y acuarelas sobre las obras de J. R. R. Tolkien (1994).